# Добровольческая армия

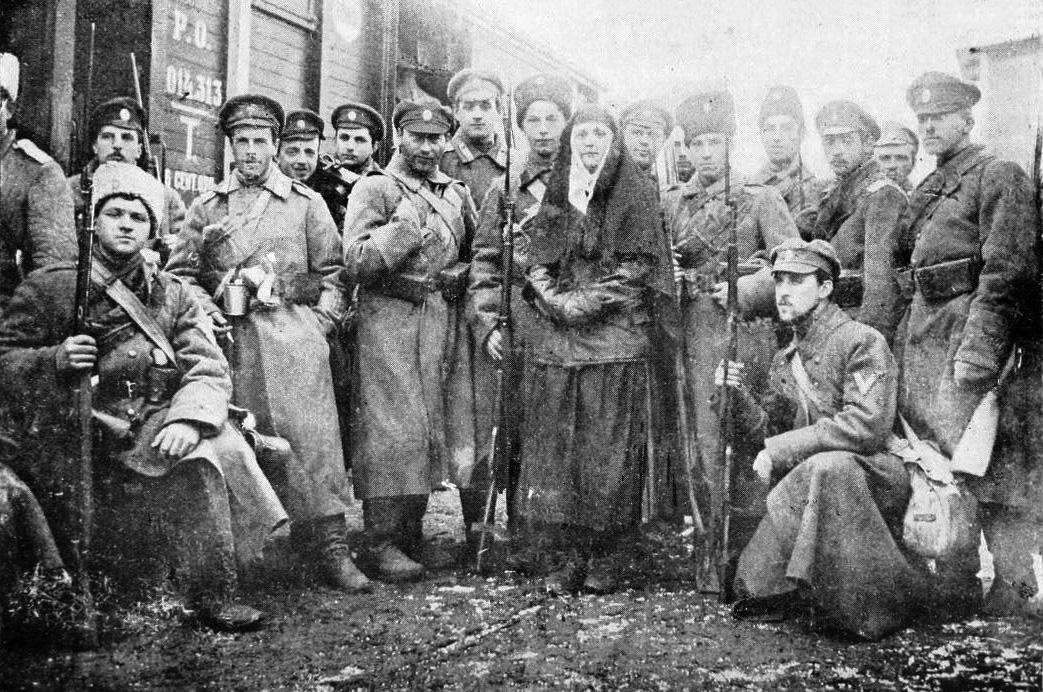
Пехотная рота Добровольческой армии, сформированная из гвардейских офицеров. Январь 1918 года.

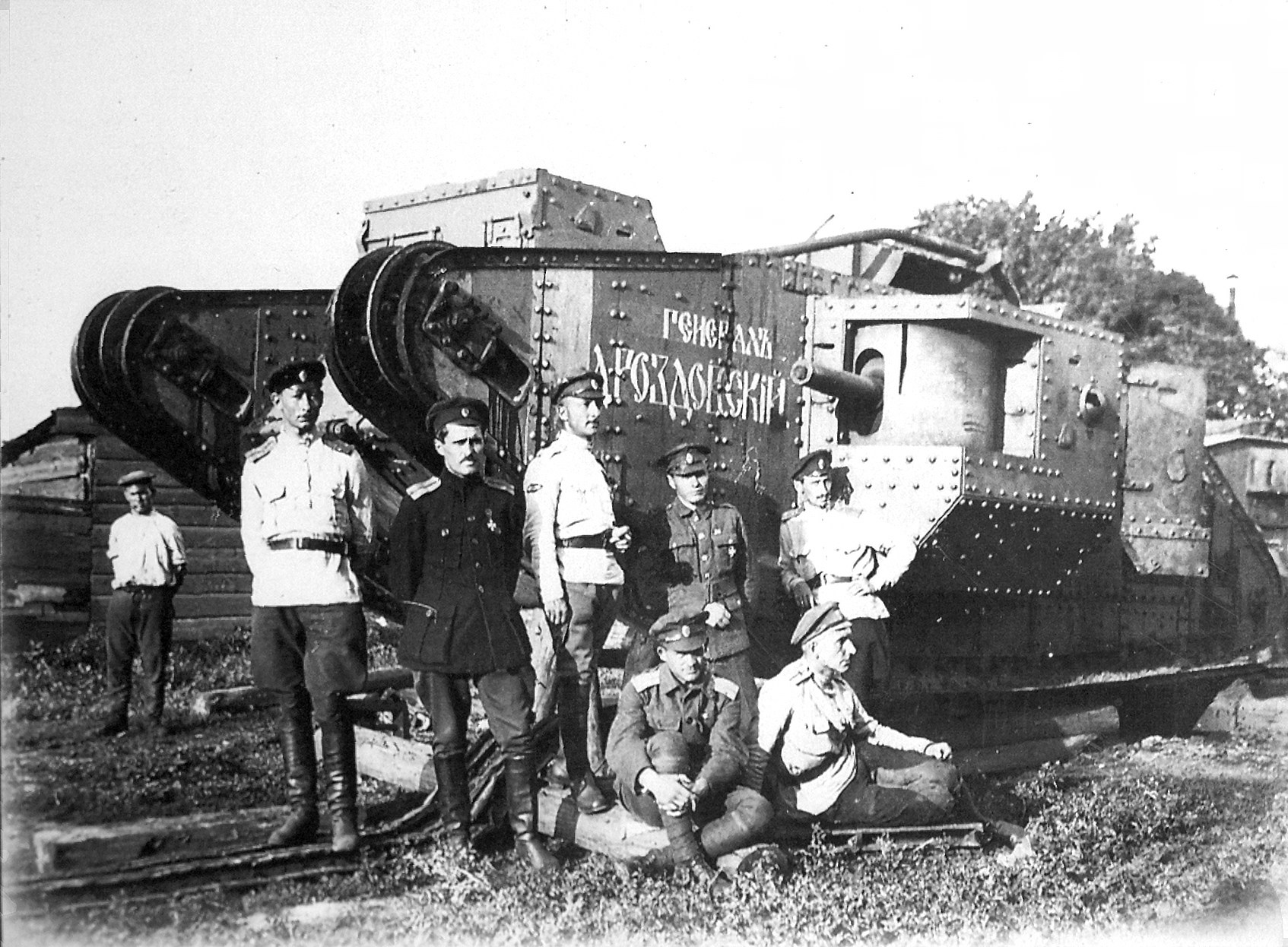
Офицеры Добровольческой армии у танка «Генерал Дроздовский», 1919 год

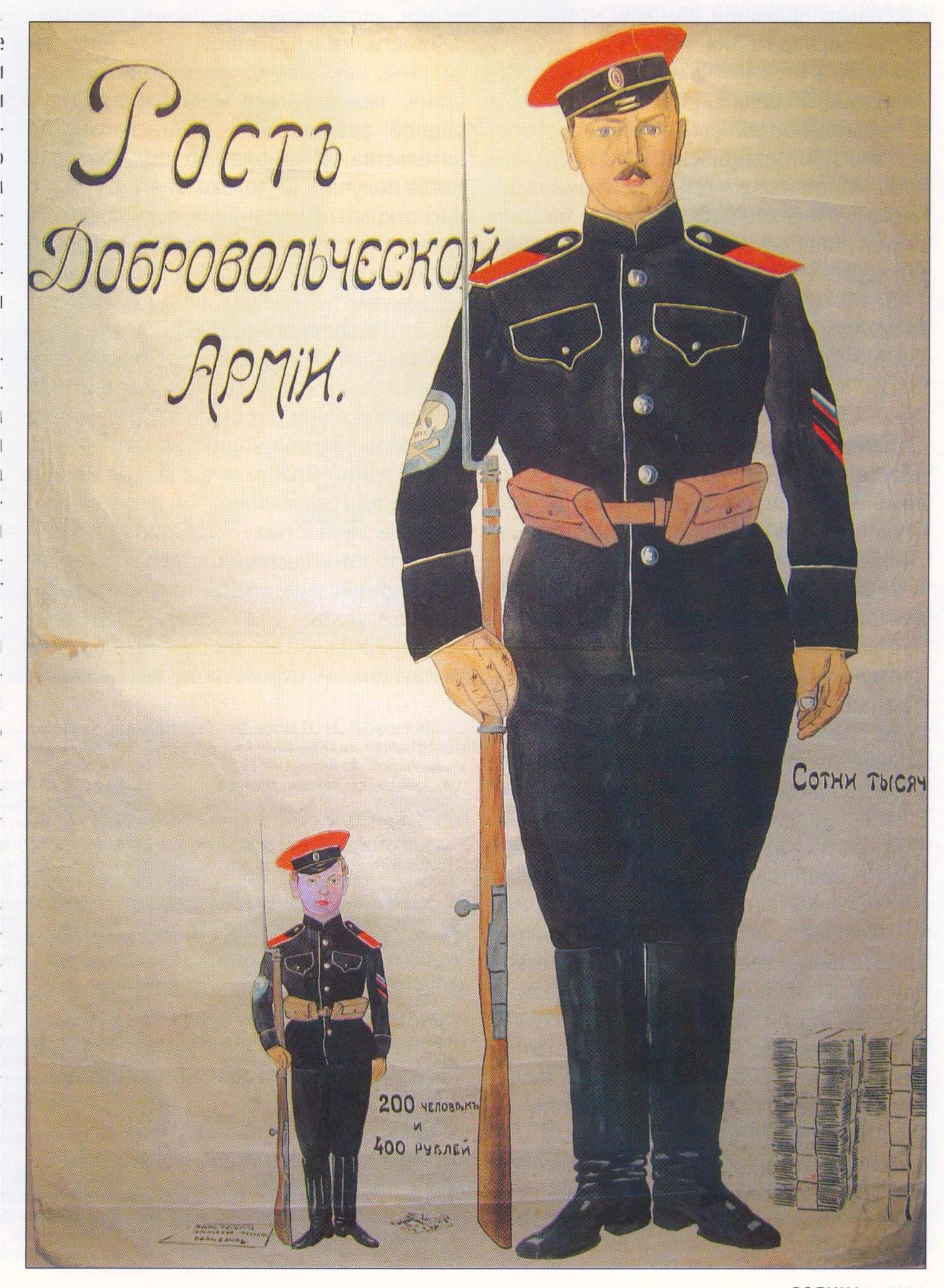
Плакат ВСЮР, 1919 год
«Отчего вы не в армии?», плакат Добровольческой армии. В правом верхнем углу армейский шеврон цветов российского флага, 1919 год

Доброво́льческая а́рмия, (официальное сокращение — Доб. ар., неофиц. сокр. Добрармия) — официальное наименование оперативно-стратегического объединения Русской армии на Юге России с ноября 1917 года по март 1920 года во время Гражданской войны.

## История
Начала формироваться 2 (15) ноября 1917 года в Новочеркасске Генерального штаба генералом от инфантерии М. В. Алексеевым под названием «Алексеевская организация». 4 (17) ноября 1917 года в Новочеркасске была сформирована первая воинская часть — Офицерская рота.
Целью Добровольческой армии ставились возрождение единой и неделимой России, восстановление её целостности и правопорядка. Кроме того, заявлялось о продолжении нежеланной в народе войны с немцами.
8 ноября генерал Алексеев просил Дитерихса, начальника штаба Чехословацкого корпуса, о присылке чехословацких полков. В феврале просьба была повторена, но опять безрезультатно.
С 6 декабря 1917 года в создании армии принял участие прибывший на Дон Генерального штаба генерал от инфантерии Л. Г. Корнилов. Первоначально Добровольческая армия комплектовалась исключительно добровольцами. До 50 % записавшихся в армию составляли обер-офицеры и до 15 % — штаб-офицеры, были также юнкера, кадеты, студенты, гимназисты (более 10 %). Казаков было около 4 %, солдат — 1 %. С конца 1918 года и в 1919—1920 годах из-за мобилизаций на территориях подконтрольных Добровольческой армии, офицерский кадр утратил своё численное преобладание; крестьяне и пленные красноармейцы в этот период составляли основную массу воинского контингента армии.
В начале декабря 1917 года части Добровольческой армии участвовали в боях за Ростов и понесли первые потери, в том числе убитыми гимназистами. За это 62 пленных большевика были расстреляны. Причем расстрел пленных практиковали и в других частях, например, в отряде есаула Чернецова во время экспедиции в Донецкий бассейн. Части Красной гвардии были выбиты из города, и Ростов стал опорным пунктом для Добровольческой армии, покинувшей Новочеркасск.
К концу декабря 1917 года в армию записалось добровольцами 3 тыс. человек. Современные исследователи отмечают, что основными побудительными мотивами добровольцев были патриотизм, желание покончить с большевистской анархией, авторитет вождей армии. К середине января 1918 года их было уже 5 тыс., к началу февраля — около 6 тыс. человек. При этом боевой состав Добровольческой армии не превышал 4½ тыс. человек. Корниловский ударный полк уже тогда имел в своём составе 500 штыков, так что доля солдат явно превышала заявленный ранее 1 %.
25 декабря 1917 года (7 января 1918 года) созданные вооружённые формирования — отдельные роты и батальоны — получили общее официальное наименование «Добровольческая армия». Это название армия получила по настоянию Корнилова, находившегося в состоянии конфликта с Алексеевым и недовольного вынужденным компромиссом с главой бывшей «Алексеевской организации»: разделением сфер влияния, в результате которого, при принятии Корниловым всей полноты военной власти, за Алексеевым остались политическое руководство и финансы. Оба вождя зарождающейся армии стратегически ориентировались на союзников России по Антанте. В воззвании от 27 декабря 1917 года указывалось, что Добровольческая армия создаётся для противостояния «немецко-большевистскому нашествию».
Армия состояла из 18 отдельных воинских частей небольшой численности. Наибольшими по составу были Корниловский ударный полк, 1-й, 2-й и 3-й офицерские батальоны. Формирование создаваемой армии велось на основах добровольного комплектования и бескорыстного служения для исполнения гражданского и воинского долга.
Добровольческие белогвардейские войска имели высокую идейную мотивацию защиты Родины, что являлось значимым фактором их высокой боеспособности, доблести и стойкости в боях. Стоит отметить, что свою Добровольческую армию планировало сформировать и советское военное руководство.
Верховным руководителем армии стал генерал от инфантерии М. В. Алексеев, главнокомандующим — генерал от инфантерии Лавр Корнилов, начальником штаба — ген-лейт. А. С. Лукомский, начальником 1-й дивизии — ген.-лейт. А. И. Деникин. Если генералы Алексеев и Корнилов были организаторами и идейными вдохновителями, то человеком, запомнившимся первопоходникам как командир, способный повести за собой на поле боя, был «шпага генерала Корнилова» Генерального штаба ген.-лейт. С. Л. Марков, назначенный начальником штаба 1-й дивизии, а в начале Первого кубанского похода ставший командиром 1-го Офицерского полка.
Штаб армии первоначально состоял из Строевого отдела и Отдела снабжения.
Насчитывавшая около 4 тыс. человек Добровольческая армия совместно с малочисленными отрядами казаков под командованием генерала А. М. Каледина вступила в боевые действия против войсковых частей СНК. Первые бои добровольцы приняли в Ростове и под Таганрогом. До начала Первого Кубанского похода боевые потери добровольцев достигли 1,5 тыс. человек, в том числе убитыми — не менее трети.
В феврале 1918 года Корнилов отправляет в Москву для организации добровольческих отрядов в Центральной России полковника Перхурова. Через несколько месяцев во взаимодействии с Союзом защиты Родины и Свободы Бориса Савинкова (на начальном этапе также принимавшего участие в формировании армии на Дону) им удастся 6 июля поднять восстание в Ярославле (планировавшиеся выступления в других городах были либо сорваны арестами, либо быстро подавлены).
Делегация от Добровольческой армии была направлена и в Сибирь, где посетила Омск, Томск, Иркутск и способствовала укреплению местных офицерских подпольных организаций. Были посланы офицеры для налаживания связи и взаимодействия с антибольшевистскими силами в Пятигорске, Москве, Екатеринодаре, Астрахани.
Оперативный отряд полковника Кутепова остановил наступление колонны войск Южного революционного фронта по борьбе с контрреволюцией под командованием Сиверса, отбросив её на север от Таганрога, но переломить ситуацию в свою пользу сил уже не было. Во второй половине января революционные отряды, перебросив из Москвы и Петрограда дополнительные силы в составе Красной гвардии и некоторых частей старой армии, перешли в решительное наступление, нанеся добровольцам и казачьим частям ряд поражений. 28 января пал Таганрог. Попытка атамана Каледина поднять на борьбу донское казачество провалилась, и 29 января (11 февраля) он застрелился. 30 января (12 февраля) большевики взяли Новочеркасск. Таким образом, Добровольческая армия лишилась своего единственного союзника и оказалась в оперативном окружении. Под контролем добровольцев остался один Ростов.
После совещания командного состава, на котором были выслушаны все предложения о дальнейших планах: от обороны Ростова до последней возможности до ухода в донские зимовники или даже за Волгу на соединение с уральским казачеством, генерал Корнилов принял решение идти на Екатеринодар, из которого поступили сведения, что город находится под контролем войск Кубанской рады.
22 февраля 1918 года под натиском войск СНК части Добровольческой армии оставили Ростов и выступили на Кубань. Начался легендарный 1-й Кубанский Ледяной поход Добровольческой армии (4200 штыков и сабель) от Ростова-на-Дону до Екатеринодара с тяжёлыми боями в окружении 20-тысячной группировки красных войск под командованием Сорокина.
Генерал М. Алексеев сказал перед походом:

Мы уходим в степи. Мы можем вернуться, если только будет милость Божия. Но нужно зажечь светоч, чтобы хоть одна светлая точка была среди охватившей Россию тьмы…
В течение месяца Добровольческая армия продвигалась на юг с ежедневными боями, не имея тыла, снабжения и отдыха. Для поддержания дисциплины был учрежден военно-полевой суд.
Уже на полпути к Екатеринодару стало известно, что войска Кубанской рады оставили город. Добровольческая армия вынуждена была свернуть в предгорья, чтобы отдохнуть и найти союзников. Через несколько дней добровольцы встретились с разъездами кубанцев, и в ауле Шенджий к Добровольческой армии 26 марта 1918 года присоединился 3-тысячный отряд Кубанской Рады под командованием генерала В. Л. Покровского. Общая численность Добровольческой армии возросла до 6 тыс. бойцов.

Рисунок «Подвиг генерала Маркова». Захват красного бронепоезда в ходе боя за станцию Медведовская

27—31 марта (9—13 апреля) Добровольческая армия предприняла штурм столицы Кубани — Екатеринодара, в ходе которого понесла большие потери (только убитыми около 400 человек), в том числе 31 марта (13 апреля) погиб Главнокомандующий армией генерал Корнилов. Командование частями армии в тяжелейших условиях полного окружения превосходящими силами противника принял генерал Деникин, который смог при непрекращающихся боях вывести армию из-под фланговых ударов и выйти из окружения на Дон, причем по станицам было оставлено около 500 раненых. Вырваться на север удалось во многом благодаря энергичным действиям отличившегося в бою в ночь со 2 (15) на 3 (16) апреля 1918 года при пересечении железной дороги Царицын — Тихорецкая командира Офицерского полка Генерального штаба генерал-лейтенанта С. Л. Маркова.
По воспоминаниям современников, события развивались следующим образом:

Около 4 часов утра части Маркова стали переходить через железнодорожное полотно. Марков, захватив железнодорожную сторожку у переезда, расположив пехотные части, выслав разведчиков в станицу для атаки противника, спешно начал переправу раненых, обоза и артиллерии. Внезапно от станции отделился бронепоезд красных и пошёл к переезду, где уже находился штаб вместе с генералами Алексеевым и Деникиным. Оставалось несколько метров до переезда — и тут Марков, осыпая бронепоезд нещадными словами, оставаясь верным себе: «Стой! Такой-растакой! Сволочь! Своих подавишь!», бросился на пути. Когда тот действительно остановился, Марков отскочил (по другим сведениям тут же бросил гранату), и сразу две трёхдюймовые пушки в упор выстрелили гранатами в цилиндры и колёса паровоза. Завязался горячий бой с командой бронепоезда, которая в результате была перебита, а сам бронепоезд — сожжён.
30 апреля 1918 года Добровольческая армия вышла на юг ВВД в станицы Егорлыкская и Мечетинская. 27 мая, после завершения своего похода с Румынского фронта на Дон, к Добровольческой армии присоединился 3-тысячный отряд Генерального штаба полковника М. Г. Дроздовского.

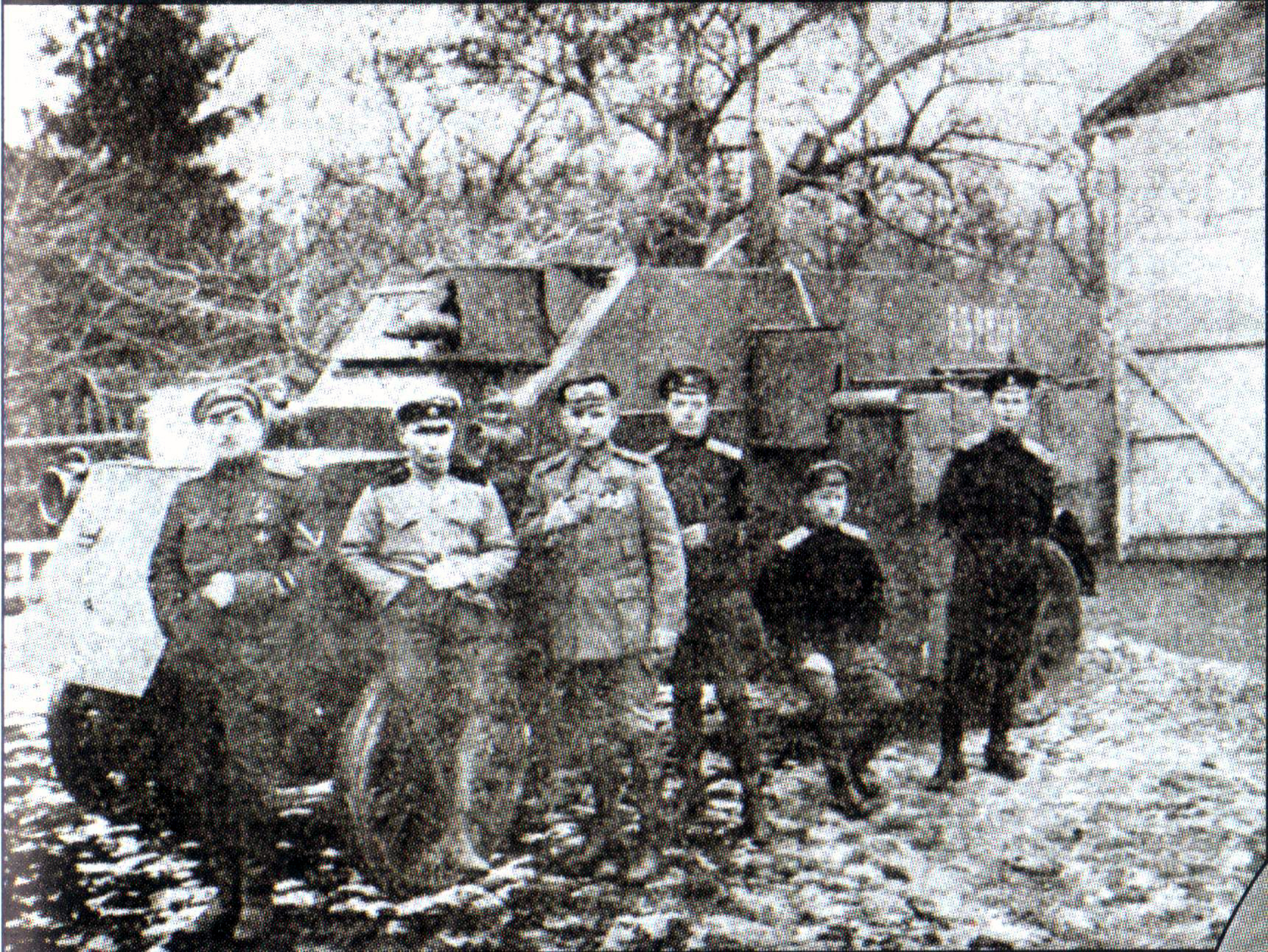
Бронеавтомобиль «Верный» с экипажем

С Дроздовским пришли около 3000 бойцов-добровольцев, хорошо вооружённых, снаряжённых и обмундированных, при значительной артиллерии (6 лёгких орудий, 4 горных, два 48-линейных, одно 6-дюймовое и 14 зарядных ящиков), почти 70 пулемётах, бронеавтомобиле «Верный», аэропланах, автомобилях, с телеграфом, оркестром, значительными запасами артиллерийских снарядов (около 800), ружейных и пулемётных патронов (200 тысяч), запасными винтовками (более тысячи). Отряд имел при себе оборудованную санитарную часть и обоз в отличном состоянии. Отряд на 70 % состоял из офицеров-фронтовиков.
В ночь на 23 июня 1918 года Добровольческая армия (численностью до 9 тыс. человек) при содействии Донской армии под командованием атамана П. Н. Краснова начала Второй Кубанский поход, завершившийся разгромом почти 100-тысячной кубанской группировки красных войск и взятием 17 августа Екатеринодара.
В этот период штаб армии увеличился. Были образованы Санитарный отдел, Управление артиллерии (и бронепоезда), Управление авиации, а Строевой отдел разделился на Управление дежурного генерала и Управление генерал-квартирмейстера. Штаб Добровольческой армии создавался по образцу штаба неотдельной армии Императорской армии. Офицеры должны были обращаться к подчиненным «на вы», солдатам вне службы разрешалась посещение общественных мест, с обязательством отдания воинской чести.
15 августа 1918 года в части Добровольческой армии на подконтрольной территории была объявлена первая мобилизация, что стало первым шагом на пути преобразования её в регулярную армию. Было создано Управление запасных частей и запасные батальоны при боевых частях.
Призыву подлежали офицеры до 50 лет и все военнообязанные до 30 лет. Кроме централизованной мобилизации самостоятельные мобилизации проводились на местах и властью командиров частей. Например, по данным корниловского офицера Александра Трушновича первые мобилизованные — ставропольские крестьяне были влиты в состав Корниловского ударного полка в июне 1918 года во время боёв возле села Медвежьего.
О состоянии материальной части Армии в этот период свидетельствовал марковский артиллерийский офицер Э. Н. Гиацинтов: 

Мне смешно смотреть кинокартины, в которых изображается Белая армия — веселящаяся, дамы в бальных платьях, офицеры в мундирах с эполетами, с аксельбантами, блестящие! На самом деле Добровольческая армия в это время представляла собой довольно печальное, но героическое явление. Одеты мы были кто как попало. Например, я был в шароварах, в сапогах, на мне вместо шинели была куртка инженера путей сообщения, которую мне подарил ввиду поздней уже осени хозяин дома, где жила моя мать, — господин Ланко. Он был в прошлом начальником участка между Екатеринодаром и ещё какой-то станцией. 

Вот в таком виде мы щеголяли. В скором времени у меня отвалилась подошва от сапога на правой ноге, и пришлось привязать её верёвкой. Вот какие «балы» и какие «эполеты» мы в то время имели! Вместо балов шли постоянные бои. Все время на нас наседала Красная армия, очень многочисленная. Думаю, что нас было один против ста! И мы кое-как отстреливались, отбивались и даже временами переходили в наступление и оттесняли противника. 
Снабжение частей армии боеприпасами производилось в недостаточной степени. Собственного производства наладить не удалось, поэтому Добровольческой армии приходилось организовывать специальные экспедиции для пополнения запасов снарядов и патронов. Например, в апреле 1919 года добровольцам удалось вывезти около 50 тыс. снарядов со складов бывшего Юго-Западного фронта на острове Березань, а в мае были доставлены снаряды из Батума, из складов бывшей Кавказской армии.
31 августа при командующем Добровольческой армией было создано Особое совещание, выполнявшее функцию гражданского правительства на территории, подконтрольной армии. По оценке историка Какурина, армия представляла целостный военно-политический организм.
К сентябрю 1918 года численность Добровольческой армии возросла до 30—35 тыс. человек в основном за счёт притока в армию кубанского казачества и бежавших на Северный Кавказ противников большевизма.
Заняв Новороссийск на черноморском побережье в Сочинском округе части добровольцев столкнулись с грузинскими военными. 12 сентября Добровольческое командование потребовало от Грузии прекратить притеснять русских и очистить Сочинский округ. Правительство Грузии отказалось это сделать. Надежды добровольцев на получение оружия и боеприпасов со складов бывшего Кавказского фронта не осуществились.

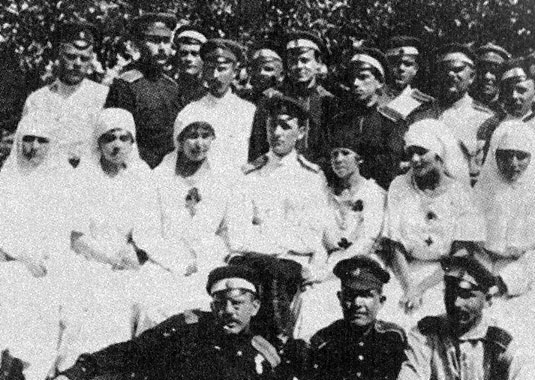
Солдаты Дроздовского полка и сёстры милосердия в харьковском госпитале. 1919 год

Самолёт в составе Добровольческой Армии

8 октября 1918 года умер генерал Алексеев, и на пост Главнокомандующего Добровольческой армии вступил генерал Деникин, объединив в своих руках военную и гражданскую власть.
25 октября приказом № 64 объявлялась мобилизация в армию всех офицеров, моложе 40 лет.
13 (26) ноября 1918 года в состав Добровольческой армии был включен Черноморский флот во главе с вице-адмиралом В. А. Каниным. В марте 1919 года в должности Главного командира судов и портов Чёрного моря флот возглавил вице-адмирал М. П. Саблин.
Добровольческая армия поддерживала связи с несколькими подпольными организациями в Советской России, например со штабом Добровольческой армии Московского района.
27 ноября из Екатеринослава в Крым на соединение с Добровольческой армией выступил отряд добровольцев, составивший в армии 34-ю пехотную дивизию.

Танки Mk A «Уиппет» (ближний) и Mk V (дальние)

После завершения Первой мировой войны в ноябре 1918 года правительства Великобритании и Франции начали ограниченную материально-техническую поддержку Добровольческой армии, больше похожую на товарообмен, а не на стратегическое прикрытие и помощь оружием и боеприпасами. Поставлялись оставшиеся от мировой войны избытки запасов вооружения и снаряжения. В том числе добровольцам в 1919 году были поставлены 74 танка, бывшие ранее в эксплуатации, с небольшим техническим ресурсом.
В конце 1918 — начале 1919 года части Деникина нанесли поражение 11-й советской армии и заняли Северный Кавказ.
26 декабря (8 января) 1919 года Добровольческая армия вошла в состав образованных Вооружённых сил на Юге России (ВСЮР), став их основной ударной силой, а её командующий генерал Деникин возглавил ВСЮР.
23 января 1919 года армию переименовали в Кавказскую Добровольческую армию, чтобы отличать от Крымско-Азовской Добровольческой армии, и её стали перебрасывать с Северного Кавказа в Донецкий басейн на помощь новому союзнику — ВВД.
9 (22) мая 1919 года Кавказская Добровольческая армия была разделена на 2 армии: Кавказскую, наступавшую на Царицын — Саратов и собственно Добровольческую армию, наступавшую на Курск — Орёл.
30 мая (12 июня) 1919 года Главнокомандующий Вооружёнными силами на Юге России генерал А. И. Деникин приказом по Добровольческой армии № 145 объявил о своём подчинении адмиралу А. В. Колчаку, как Верховному правителю Русского Государства и Верховному Главнокомандующему Русских Армий. Однако ввиду удалённости белогвардейских армий друг от друга, затруднительной коммуникации (например, отправленная весной во главе с генералом Гришиным-Алмазовым делегация в Сибирь была перехвачена на Каспии) и отсутствия реальной координации военных действий — заявление так и осталось номинальным. На территории, подконтрольной Добровольческой армии, были открыты консульские представительства более 20 государств, но дипломатического признания не было объявлено. Союзники обещали прислать 12 дивизий для поддержки и передать запасы вооружений бывшего Румынского фронта, но это все не было реализовано.
Значительные силы Добровольческая армия вынуждена была держать в тылу. Так, в августе 8 дивизий из 24 в составе Добровольческой армии, а это 44 тыс. штыков, 6,9 тыс. сабель, при 219 орудиях использовались не на фронте против РККА, а против Махно и других повстанцев, что существенно ослабляло фронтовые части.
На территории, подконтрольной Добровольческой армии, возобновили деятельность 7 кадетских корпусов и 8 военных училищ, которые также частично принимали участие в боевых действиях.

В августе 1919 года добровольческие части отбили наступление РККА (группу Селивачева в 37 тыс. бойцов) и отбросили её к Курску. Военачальник РККА А. И. Егоров оценивал Добровольческую армию как полностью боеспособную, с командным составом «на высоте».

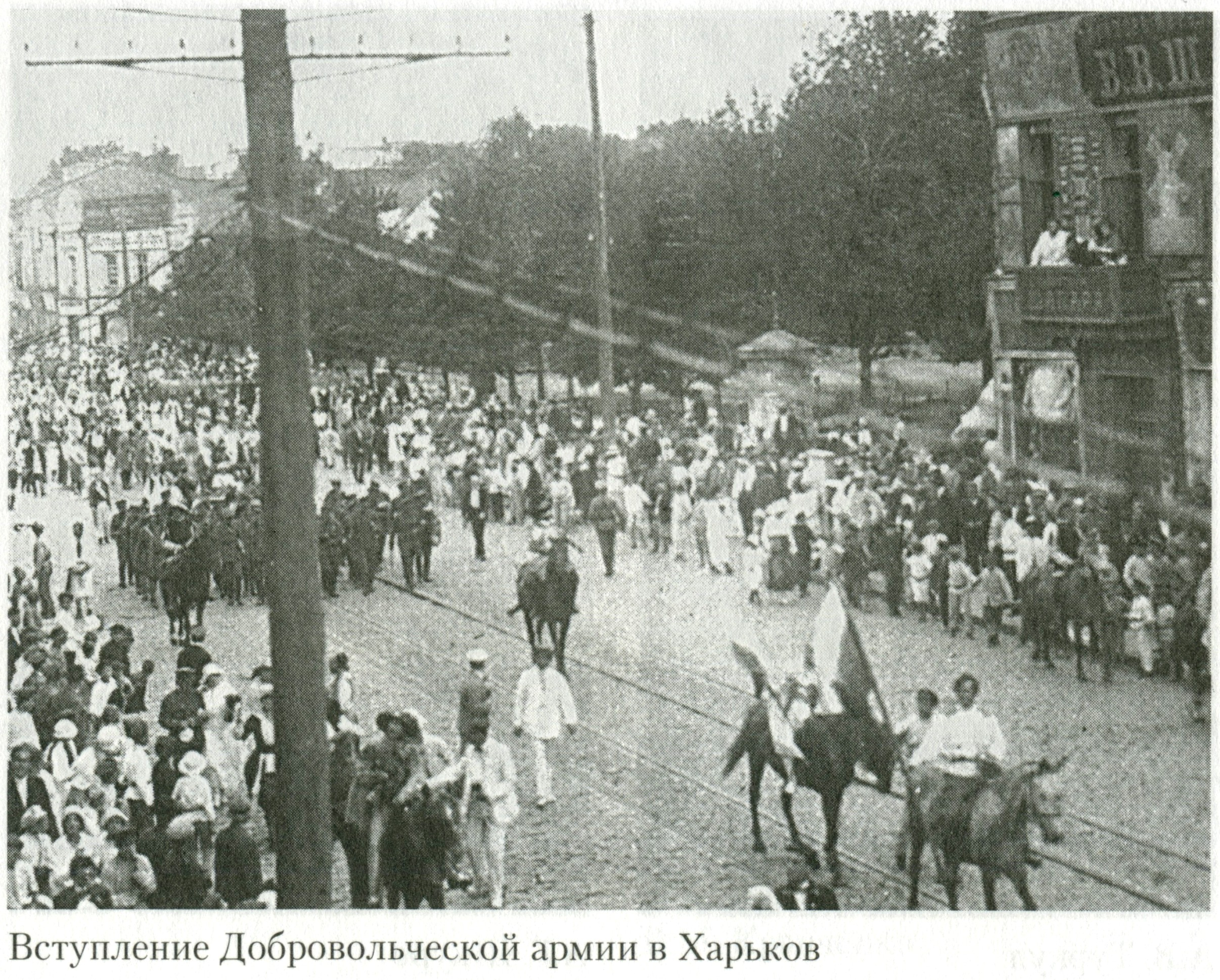
25.06.1919 года. Добровольцы в освобожденном Харькове

Летом — осенью 1919 года Добровольческая армия (40 тыс. человек) под командованием генерала В. З. Май-Маевского стала главной силой в Походе на Москву. Основным соединением Добровольческой Армии в 1919 году неизменно был 1-й армейский корпус ген. А. П. Кутепова, состоящий из отборных т. н. «цветных полков» — Корниловского, Марковского, Дроздовского и Алексеевского, развёрнутых впоследствии в ходе наступления на Москву осенью 1919 года в дивизии. Добровольцами были взяты Харьков, Киев, Курск, Орел. Армия создала угрозу Туле и Москве.
В боевом отношении некоторые части, в основном цветные, и соединения Добровольческой армии обладали высокими боевыми качествами, так как в их составе было большое количество офицеров, имевших значительный боевой опыт и искренне преданных идее Белого движения. Но с лета 1919 года её боеспособность снизилась в связи с большими потерями и включением в её состав мобилизованных крестьян и пленных красноармейцев.
В армии старались обобщить боевой опыт ведения гражданской войны. Например, генералом Тимановским была утверждена инструкция по ведению боевых действий в гражданской войне, в которой обосновывалась оптимальная структура рот и батальонов, рекомендовалось беречь офицерский и добровольческий личный состав, вести наступательные действия даже в меньшинстве, взаимодействовать всем родам войск, при этом не бояться широко использовать и не жалеть мобилизованных и бывших пленных красноармейцев, поставленных в строй белых частей.
В ожесточенном Орловско-Кромском сражении Добровольческая армия потерпела стратегическое поражение, главным образом, из-за крайнего недостатка сил и средств, из-за низкой боеспособности мобилизованных и пленных, ведя бои с противником, который имел подавляющее преимущество. В армии падала дисциплина, росли дезертирство и грабеж населения. Её сопротивление было сломлено.
В ноябре 1919 года согласно Зятковским соглашениям в состав Добровольческой армии вошла Галицкая армия, ранее составлявшая вооружённые силы ЗУНР.
Добровольческая армия под давлением Красной армии отступила на Дон, при этом от неё оказались отрезанными 2-й и 3-й армейские корпуса, отступившие в Польшу и в Крым. Армия из-за понесенных потерь в начале 1920 года была сведена в Отдельный Добровольческий корпус численностью 10 тыс. штыков под командованием генерала А. П. Кутепова.
В Доно-Манычском сражении добровольцы смогли отбить Ростов-на-Дону, но вынуждены были его оставить для участия в Егорлыкском сражении, и в марте 1920 года продолжили отступление на Юг.
26—27 марта 1920 года остатки Добровольческой армии были эвакуированы из Новороссийска в Крым, где вошли в состав Русской Армии генерала барона П. Н. Врангеля.
Благодаря высокой боеспособности своих частей Добровольческая армия советскими историками признавалась главной ударной силой белогвардейцев на Юге России.

## Командующие Добровольческой армией
| Имя командующего                | Годы командования                            | Фото Командующего |
| ------------------------------- | -------------------------------------------- | ----------------- |
| Лавр Георгиевич Корнилов        | 25 декабря 1917 — 31 марта (13 апреля) 1918  |                   |
| Антон Иванович Деникин          | 13 апреля 1918 — 8 января 1919               |                   |
| Пётр Николаевич Врангель        | январь — май 1919 декабрь 1919 — январь 1920 |                   |
| Владимир Зенонович Май-Маевский | май — ноябрь 1919                            |                   |

## Состав Добровольческой армии
```
1) 
Я — ДОБРОВОЛЕЦ
, потому что отдал свою молодость и проливаю свою кровь за могущество Единой Неделимой России.
2) 
Я — ДОБРОВОЛЕЦ
, стою за созыв Народного Собрания, выбранного всем народом, так как верю, что оно даст счастье, мир и свободу всем: и левым, и правым, и казаку, и крестьянину, и рабочему.
3) 
Я — ДОБРОВОЛЕЦ
, даю землю всем крестьянам — настоящим труженикам, и так, что каждый крестьянин будет полным и вечным хозяином своего куска и потому с большой любовью будет его обрабатывать.
4) 
Я — ДОБРОВОЛЕЦ
, стою за восстановление фабрик и заводов, за то, чтобы рабочие сговорились со своими хозяевами и наладили труд, за то, чтобы никакой хозяин не мог обидеть рабочего, чтобы рабочий мог иметь свои союзы для защиты своих интересов. И кто враг рабочему и будет делать ему зло, чем будет мешать восстановлению промышленности, тот враг и мне, добровольцу. Где я, — там мясо свежее, и хлеб стоит 1 — 2 р. фунт.
5) 
Я — ДОБРОВОЛЕЦ
, предоставляю каждому верить в своего Бога и молиться, как ему хочется, а всего больше, как русский, люблю свою веру православную.
6) 
Я — ДОБРОВОЛЕЦ
, люблю даже тех, с кем я сейчас воюю, — я, по приказу своего вождя, генерала Деникина, не расстреливаю, а беру в плен и предаю правосудию, которое страшно только для врагов народа — комиссаров, коммунистов.
7) 
Я — ДОБРОВОЛЕЦ
, и поэтому говорю:
Да восстановится мир в поруганной и истерзанной России!
Никакого господства одного класса над другим!
Свободная и спокойная работа всем!
Никаких насилий над мирными гражданами, никаких убийств, никаких казней без суда!
Долой хищников, угнетающих Россию! Долой коммуну!
Да здравствует Единая Великая Неделимая Россия!
```

### В начале1-го Кубанского похода
К началу похода армия состояла из 19 небольших воинских частей. После реорганизации в ст. Ольгинской армия стала состоять из 3 полков и 2 батальонов:
- Сводно-Офицерский полк (ген. Марков) — из 3-х офицерских батальонов, Кавказского дивизиона и морской роты.
- Корниловский ударный полк (полк. Неженцев) — в полк включены части бывшего Георгиевского полка и партизанского отряда полк. Симановского.
- Партизанский полк (ген. А. П. Богаевский)
- Юнкерский батальон (ген. Боровский) — из прежнего Юнкерского батальона и Ростовского студенческого полка.
- Артиллерийский дивизион (полк. Икишев) — из четырёх батарей по два орудия. Командиры батарей: Миончинский, Шмидт, Ерогин, Третьяков.
- Чехо-Словацкий инженерный батальон — под управлением штатского инженера Краля и под командой капитана Неметчика.
- Конные отряды
  - полк. Глазенапа — из донских партизанских отрядов
  - офицерский эскадрон (полк. Гершельман) — регулярный
  - подполк. Корнилова — из бывших частей Чернецова.
  - охранная рота штаба армии[44],
  - конвой командующего,
  - лазарет.

Всего: 4200 бойцов (из них около 700 человек — это солдаты и унтер-офицеры старой армии) и 148 человек медперсонала, 8 орудий, 600 снарядов, 200 патронов на человека.

### К началу2-го Кубанского похода
- 1-я дивизия (Генерал Марков)
  - 1-й Офицерский пехотный полк
  - 1-й Кубанский стрелковый полк
  - 1-й Конный полк

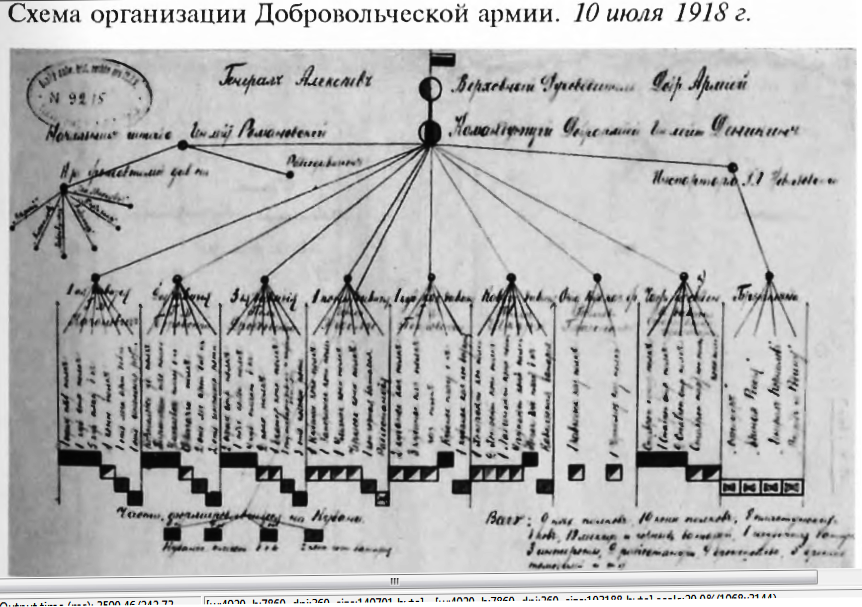
Организационная структура Добровольческой армии, составленная Деникиным и Алексеевым 10 июля 1918 года во время Второго Кубанского похода

  - 1-я отдельная легкая батарея (3 орудия)
  - 1-я Инженерная рота
- 2-я дивизия (Генерал Боровский)
  - Корниловский ударный полк
  - Партизанский пехотный полк
  - Улагаевский пластунский батальон
  - 4-й Сводно-Кубанский полк
  - 2-я отдельная легкая батарея (3 орудия)
  - 2-я Инженерная рота
- 3-я дивизия (Полковник Дроздовский)
  - 2-й Офицерский стрелковый полк
  - 2-й Конный полк
  - 3-я отдельная легкая батарея (6 орудий)
  - Конно-горная батарея (4 орудия)
  - Мортирная батарея (2 мортиры)
  - 3-я Инженерная рота
- 1-я конная дивизия (Генерал Эрдели)
  - 1-й Кубанский казачий полк
  - 1-й Черкесский конный полк
  - 1-й Кавказский казачий полк
  - 1-й Черноморский казачий полк
- 1-я Кубанская казачья бригада (Генерал Покровский)
  - 2-й Кубанский казачий полк
  - 3-й Кубанский казачий полк
  - Взвод артиллерии (2 орудия)

Кроме того: Пластунский батальон, одна гаубица и бронеавтомобили «Верный», «Корниловец» и «Доброволец».
Всего весной 1918 года армия состояла из 5 полков пехоты, 8 конных полков, 5 с половиной батарей, общей численностью 8500—9000 штыков и сабель и 21 орудие.

### Добровольческая армия в конце 1918 года

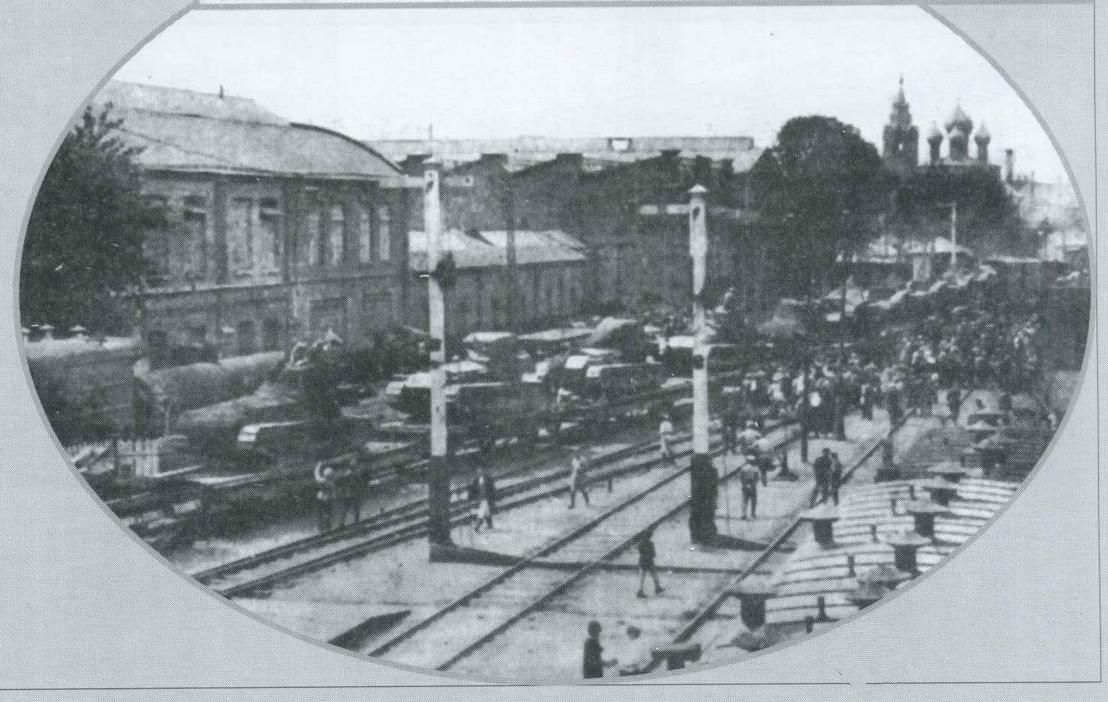
Танки Добровольческой армии на вокзале Ростова-на-Дону. 1919 год.

В ноябре 1918 года началось тактическо-стратегическое развёртывание армии — были сформированы 1-й, 2-й и 3-й армейские корпуса и 1-й конный корпус. В декабре в составе армии были созданы Кавказская группа, Донецкий, Крымский и Туапсинский отряды.
В Крыму после ухода немецких войск в ноябре 1918 года был создан Крымский центр Добровольческой армии и началась формирование 4-й пехотной дивизии(Крымской).
В декабре 1918 года армия состояла из трёх армейский корпусов (1-й, 2-й и 3-й), Крымско-Азовского и 1-го конного корпусов. В феврале 1919 года сформирован 2-й Кубанский корпус, а в состав 1-го и 2-го армейских корпусов включены переданные Донским атаманом части бывших Астраханской и Южной армий. 10 января 1919 года, с образованием на базе Крымско-Азовского корпуса Крымско-Азовской Добровольческой армии, получила наименование Кавказская Добровольческая армия, а 22 мая 1919 года была разделена на Добровольческую и Кавказскую армии.
Благодаря сформировавшейся в Добровольческой армии «легенде» о Кубанских походах, в которых добровольцы в условиях неимоверных тягот и лишений проявили массовый героизм и добились побед, на командирские должности в частях назначались зачастую «старые добровольцы», принимавшие участие в боях с момента зарождения армии, и главную роль в армейской иерархии стали играть не чины, а должности.

#### Численность армии
Армия, потеряв в боях до 2 тысяч человек до февраля 1918 года, выступила в 1-й Кубанский поход численностью (по разным данным) 2,5—4 тыс. штыков. С учётом присоединившихся к ней кубанских частей в 3 тыс. человек, вернулось из похода почти 5 тыс. бойцов. Присоединившийся отряд Дроздовского в насчитывал до 3 тыс. человек, и к весне 1918 года армия насчитывала около 8 тыс. человек. В начале июня она пополнилась ещё на тысячу штыков. К сентябрю 1918 года в армии было 35—40 тыс. штыков и сабель, в декабре в действующих войсках было уже до 34 тыс. человек, а в запасных и формирующихся частях и гарнизонах городов числилось до 14 тыс., то есть, всего около 48 тыс. человек. К началу 1919 года более половины армии составляли кубанские казаки.
В октябре 1918 года (приказ № 64) впервые была проведена мобилизация офицеров. В дальнейшем мобилизация распространялась и на унтер-офицеров и на военнообязанных до 30 лет. Мобилизация в дальнейшем проводилась и на вновь занимаемых территориях.

#### Потери в личном составе
Наиболее тяжелые (относительно своей численности) потери армия несла в течение всех кровопролитных боев 1918 года, то есть именно тогда, когда офицеры составляли особенно значительную её часть. С начала формирования в армию поступило свыше 6000 добровольцев, а при оставлении Ростова число бойцов не превышало 4200. Принято считать, что она потеряла в боях не менее 1500 человек. В 1-м Кубанском походе погибло около 1000 человек и вывезено около 1500 раненых. После отхода от Екатеринодара на север около 300 добровольцев было оставлено в ст. Елизаветинской (все добиты преследователями) и ещё 200 — в Дядьковской. Не менее тяжёлые потери понесла армия и во 2-м Кубанском походе (в некоторых боях, например, при взятии Тихорецкой, потери доходили до 25 % состава), и в боях под Ставрополем. В отдельных боях потери исчислялись сотнями и даже иногда тысячами убитых.

#### Гражданское управление
Добровольческая армия занимала большую территорию с многочисленным населением, поэтому в октябре 1918 года Деникиным утверждается «Временное Положение об управлении областями, занимаемыми Добровольческой армией». Для поддержания порядка в тылу была создана военизированная полиция, получившая наименование Государственная стража, но выполнять полноценно возложенные на неё функции в условиях общей дезорганизации она оказалась не способна.

### Добровольческая армия в составеВСЮРиПоход на Москву

#### Период наибольшего успеха

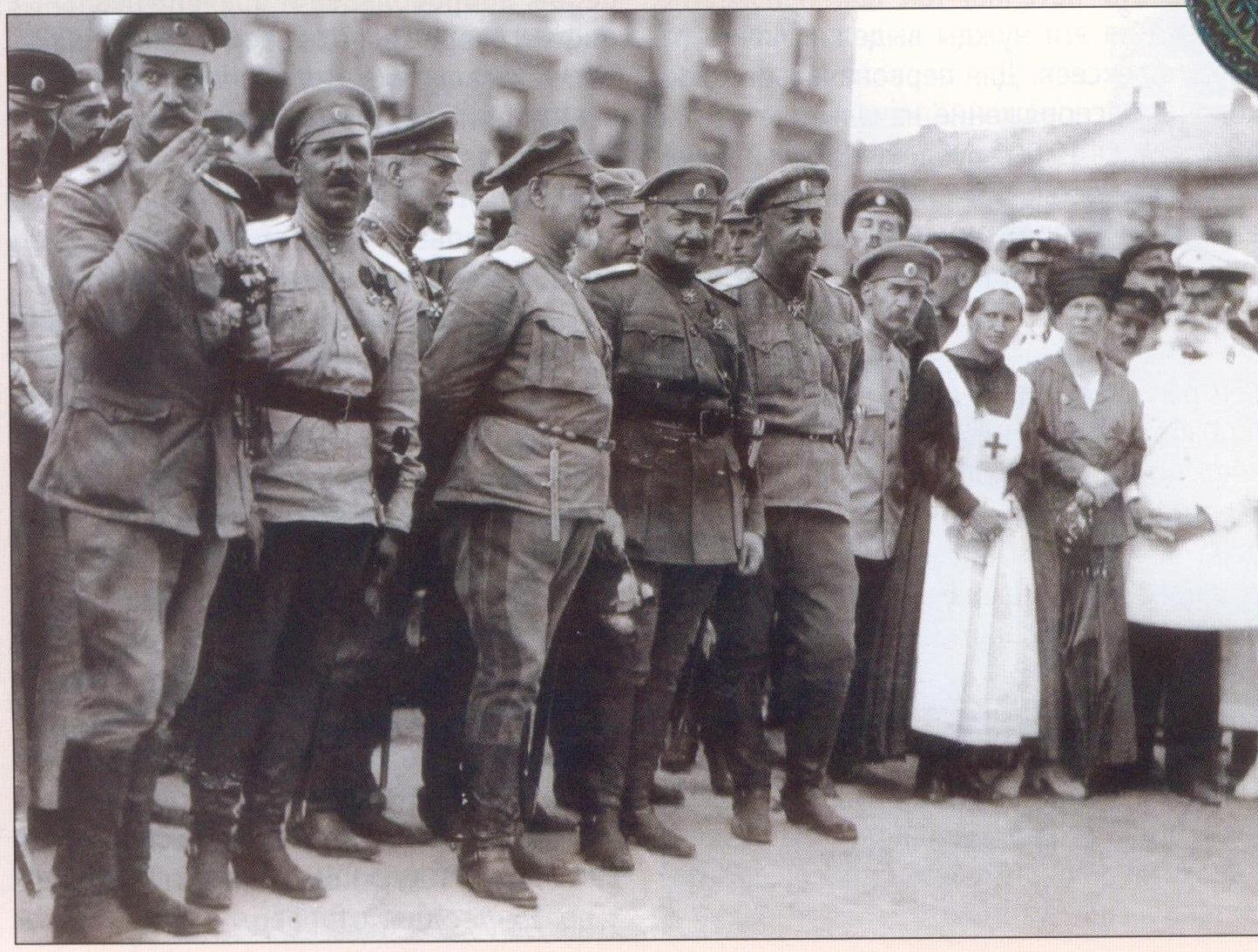
Деникин с офицерами в Харькове

В начале 1919 года армия имела в своем составе 5 пехотных дивизий, 4 пластунских бригады, 6 конных дивизий, артиллерийские и технические части, и воевала на 4 фронта: Основные силы на Северном Кавказе — до 25 тыс. человек, отряд в Каменноугольном бассейне — 3 тыс. человек, Крымский отряд в 2 тыс. человек и Туапсинский отряд для прикрытия Новороссийска в 3 тыс. штыков. Армия вернула свое прежнее название 9 (22) мая 1919 в результате разделения Кавказской Добровольческой армии. Включала к середине июня 1919 1-й армейский и 3-й Кубанский корпуса, 2-ю Кубанскую пластунскую бригаду. В конце июля в состав армии включены Группа ген. Промтова и вновь сформированный 5-й кавалерийский корпус. К 15 сентября 1919 года из 5-й и 7-й пехотных дивизий был образован 2-й армейский корпус. 14 октября 1919 года была сформирована ещё 1-я отдельная пехотная бригада.
Однако в ходе Похода на Москву в состав армии входили лишь два корпуса — 1-й армейский из «цветных частей»: 1-й и 3-й пехотных дивизий, развёрнутых в середине октября в четыре дивизии — Корниловскую, Марковскую, Дроздовскую и Алексеевскую, и 5-й кавалерийский корпус из двух неказачьих регулярных дивизий конницы: 1-й и 2-й кавалерийских. Кроме того, в состав армии входили: Сводный полк 1-й отдельной кавалерийской бригады, 2-й и 3-й отдельные тяжелые гаубичные дивизионы, Отдельный тяжелый пушечный тракторный дивизион, 2-й радио-телеграфный дивизион, 2-я, 5-я, 6-я отдельные телеграфные роты, 1-й и 2-й дивизионы танков и 5-й автомобильный батальон. Армии были также приданы 1-й авиационный дивизион (2-й и 6-й авиаотряды и 1-я авиабаза), броне-автомобильные: 1-й дивизион, 1-й, 3-й и 4-й отряды. С боем были взяты Курск, Орел, армия вошла на территорию Тульской губернии.
2-й армейский корпус (ком. М. Н. Промтов) в составе Войск Киевской области ВСЮР наступал в районе Киева-Чернигова, а резервные части, из которых заново должен был формироваться 3-й армейский корпус, изначально предназначенный для усиления московского направления, были брошены против Махно, прорвавшего в конце сентября фронт белых.

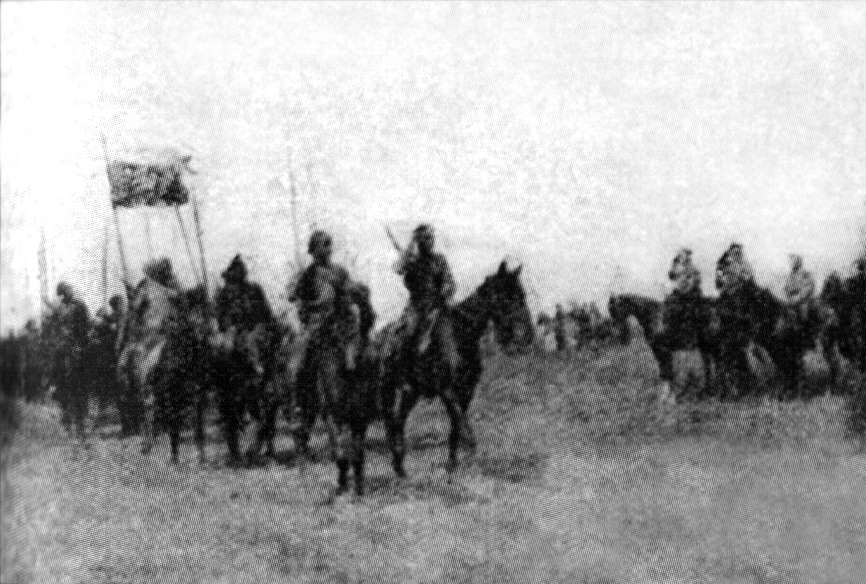
Кавалеристы-добровольцы

Достигнув максимальной численностью за счёт мобилизаций в занятых губерниях юга России и зачисления в строй сдавшихся в плен красноармейцев, Добровольческая армия к середине октября 1919 года заняла обширный район по линии Чернигов — хутор Михайловский — Севск — Дмитровск — Кромы — Нарышкино — Орёл — Новосиль — Борки — Касторное. Более понятна линия Киев — Орел — Воронеж — Царицын. Но фронт не представлял собой цельной линии, занятой войсками. Белогвардейские части были разбросаны отдельными группами. На острие удара продвигался 1-й армейский корпус.
Как впоследствии признавал Егоров, в то время командарм-14 РККА, это был неудержимый натиск сильных добровольческих частей.
Как отмечал в воспоминаниях начштаба Корниловской ударной дивизии полк. К. Л. Капнин, взять Орел было легко, но удержать этот большой город было сложно, так как не было абсолютно резервов для отражения ударов противника по флангам. Добровольческой армии не хватало людей ни на фронт, ни на организацию гарнизонов в тылу. Занятая территория из-за отсутствия гражданской власти не давала ресурсов и поддержки для войсковых частей на фронте.

#### Отступление
В ходе Орловско-Кромского сражения 11 октября — 18 ноября 1919 года Добровольческая армия смогла занять Орел, но потерпела стратегическое поражение и была вынуждена оставить все ранее занятые районы. Для спасения положения Деникин 26 ноября 1919 года, когда армия уже отступила за Харьков, отстраняет Май-Маевского и назначает командующим армией Врангеля. Новый командующий начинает отводить войска в Крым, но Деникин приказывает ему отступать на Дон, что и произошло к декабрю 1919 года. В самой армии остался только один 1-й корпус. 2-й корпус отступил из Киева и ушёл в Бредовский поход, а 3-й корпус отошёл в Крым. Армия оказалась разорвана на несколько частей, и 20 декабря 1919 года Врангель был отстранен от командования. Из-за громадных потерь и катастрофического снижения численности личного состава армия была сведена в Добровольческий корпус, оперативно подчиненный Донской армии. В составе до 7 тыс. человек корпус занял оборону на реке Дон.
19 января 1920 года добровольцы при поддержке казаков разбили под Батайском переправившуюся 1-ю Конную армию, а 7 февраля, начав наступление из-за Дона, Добровольческий корпус захватил Ростов-на-Дону, но через 2 дня вынужден его оставить, так как его части перебрасываются в ст. Егорлыкскую для отражения атак 1-й Конной армии РККА. Красное командование отмечало, что корниловцы и дроздовцы дрались упорно и ожесточенно, сметая атакующую кавалерию ружейно-пулеметным огнем.
В продолженном отступлении ВСЮР на юг возникли противоречия между командованием Добровольческого корпуса и Донской армии. 2 марта Кутепов под давлением сил РККА отдал добровольцам приказ на отступление от оставленной ст. Тимашевской, но Сидорин требовал контратаковать. Для прекращения конфликта и взаимных обвинений Деникин переподчинил Добровольческий корпус под свое командование.

Приказ Деникина о занятии Таманского полуострова добровольцы не выполнили и продолжили отходить на Новороссийск.

Начальник Марковской дивизии Н. С. Тимановский с чинами штаба

С непрерывными боями корпус отступил в марте 1920 года к порту Новороссийск. В нём Добровольческий корпус — 5000 человек на момент катастрофической Новороссийской эвакуации, приоритетно, благодаря распоряжению главкома ВСЮР ген-лейт. А. И. Деникина и руководству своего командира, ген-лейт. А. П. Кутепова, погрузился на суда и был переправлен в Крым, оставшийся под контролем Добровольческой армии благодаря успешной обороне его перешейков войсками ген-майора Я. А. Слащёва. РККА за период наступления зимы — весны 1920 года захватила десятки тысяч пленных, 100 тысяч винтовок, 3968 пулеметов, 2054 орудия, 36 танков, 18 бронемашин, 88 бронепоездов, 65 самолетов, миллионы патронов и снарядов. Это был крах Добровольческой армии и её союзников.
Добровольческий корпус в Крыму был расформирован и составил основу Русской Армии преемника генерала Деникина на посту белого главкома — барона Врангеля.

#### Численность армии
В январе 1919 года армия насчитывала 40 тыс. человек, 193 орудий, 7 бронепоездов, 621 пулемет.
К середине июня 1919 года армия насчитывала 20 тыс. штыков и 5,5 тыс. сабель.
На 5 июля 1919 года всего в составе армии, включая тыловые и формирующиеся части, насчитывалось 57725 человек (в том числе 3884 офицера, 40963 строевых, 6270 вспомогательных и 6608 нестроевых нижних чинов).
В конце июля — 33 тыс. штыков и 6,5 тыс. сабель, на 5 октября — 17791 штыков. и 2664 сабель при 451 пулеметах и 65 орудий. Уменьшение состава армии связано с выделением войск в формирующиеся Войска Киевской области и Войска Новороссийской области. Красное командование оценивало в октябре силы Добровольческой армии в 21000 штыков и более 6000 сабель при 290 орудий и 1080 пулеметах, что существенно превышало реальные силы добровольцев.
В начале декабря 1919 года в Добровольческом корпусе оставалось в строю всего 3600 штыков и 4700 сабель. В январе 1920 года общая численность добровольческих частей на Дону, в Новороссии и на Кавказе оценивалась Деникиным в 25 тыс. штыков и 5 тыс. сабель.
Историк Кушер Ю. Л. приводит следующие цифры и источники:
- В июле Добровольческая армия насчитывала 57 725 человек; из них непосредственно в строю было 44 807 бойцов (3884 офицера и 40 963 рядовых), а ещё 12 878 нестроевых[62].
- 5 (18) августа всего 33 626 человек (26 624 штыка и 7002 сабли) при 166 орудиях и 699 пулеметах, 15 самолетах, 7 бронеавтомобилях, 19 бронепоездах.
- 5 (18) октября 20 455 бойцов (17791 штык и 2664 сабли) при 65 орудиях и 425 пулеметах[63]. Для сравнения противостоящий им Южный фронт РККА к октябрю имел в своем составе 140 767 бойцов (113 439 штыков и 27 328 сабель) при 774 орудиях и 3663 пулеметах[64].

## Знак отличия
10 января 1918 года для всех военнослужащих, записавшихся в Добровольческую армию, приказом Корнилова был установлен нарукавный шеврон. Цвета были установлены бело-сине-красный. То есть каждый доброволец на своей форме имел частицу национального флага и считался защитником национальных интересов. Носить шеврон надлежало на левом рукаве мундира или шинели выше локтя на 4,5 сантиметра.

## Награды
Командование армии не награждало офицеров орденами и медалями. Императорские награды решено было не выдавать в гражданской войне, а собственные не вводились. Офицеров и солдат награждали только знаками отличия за участие в походах: Знаком первого Кубанского похода, медалью за поход Яссы-Дон.
Рядовой состав — солдаты и добровольцы — награждались за подвиги Георгиевскими крестами и медалями, согласно Георгиевскому Статуту. В Корниловской ударной дивизии данные награждения не практиковались.
В то же время, высшими степенями российских орденов были награждены представители союзников. Например, орденом Белого Орла с мечами — начальник Британской военной миссии ген-лейт. Бриггс, орденами Св. Анны 1-й степени с мечами — генерал британской армии Т. Х. Киз и американский контр-адмирал М. А. Мак-Колли.

## Финансовое обеспечение
Добровольческая армия, в отличие от всех остальных армий, была создана не при гражданском правительстве, а как самостоятельное образование. Поэтому никаких денежных сумм на её образование предусмотрено не было. Генералу Алексееву первоначально удалось за несколько месяцев нахождения в Ростове-на-Дону получить 12 млн рублей от казачьего правительства ВВД, а также 2 млн рублей как частные пожертвования, кредиты и т. д. Этих денег хватало только на содержание армии в 5 тыс. штыков. При выходе в Первый Кубанский поход в казне армии было всего около 6 млн рублей.

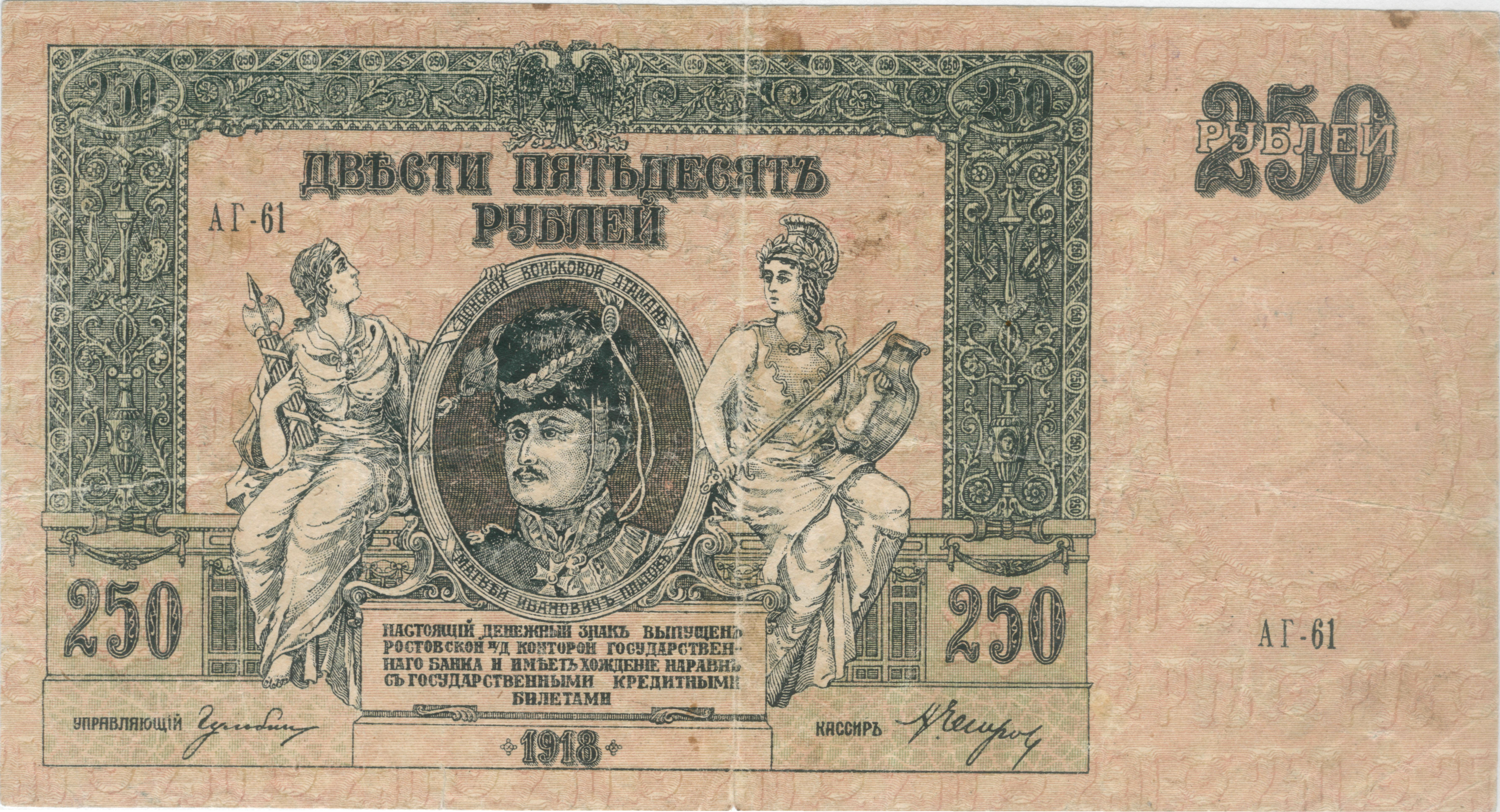
250 рублей. 1918 г.

Проводились агиткампании для пополнения средств. Перед началом Второго Кубанского похода удалось договориться с ВВД о выделении добровольцам части денег, выпускаемых Ростовской экспедицией заготовления Государственных бумаг. Но суммы эти не покрывали расходов, и армия во Втором Кубанском походе практиковала наложение контрибуций на занимаемые с боем населенные пункты.
Всего ВВД передало Добровольческой армии, а потом и ВСЮР, около 4 млрд напечатанных рублей.

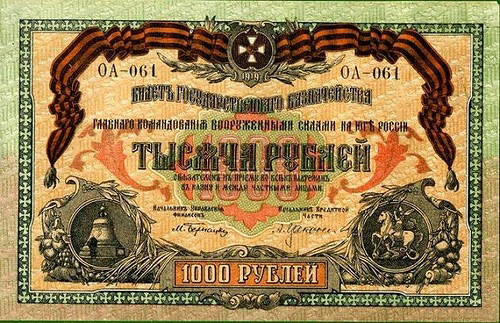
Деньги Добровольческой армии

Чтобы не зависеть от Донского правительства, в августе 1919 года была организована Новороссийская экспедиция заготовления Государственных бумаг, которая печатала денежные знаки только для командования ВСЮР. Финансовая помощь Франции составила 10 млн рублей.
На крестьян была наложена хлебная повинность — с десятины пашни по 5 пудов зерна. Но выплаты наличными за сданное зерно составляли только 1/4, остальная сумма выдавалась квитанциями.
В то же время на территории Юга России продолжали ходить в обращении денежные знаки Российской империи — в обиходе «романовские», Временного правительства — «керенки» и «думские», советского правительства, украинские карбованцы, а также выпуски отдельных городов и областей. В денежном обращении присутствовали хаос и инфляция. Главнокомандующий Деникин не смог контролировать финансовую систему, унифицировать эмиссию, объединить всю финансовую деятельность. Военное командование просто не сумело подобрать достаточного количества способных гражданских служащих.
Военнослужащим выплачивалось денежное довольствие. В начале 1918 года рядовым — по 50 рублей в месяц, офицерам от 250 до 1000 рублей. В связи с инфляцией размер довольствия несколько раз повышался.
В начале 1919 года жалование составило 450 рублей рядовым и 3000 рублей офицерам. Увеличение денежного содержания было вызывано инфляцией. По другим источникам штаб-офицеры в этот период получали 1100 рублей, обер-офицеры — 950.
В войсках выплачивали деньги зачастую с опозданием, денежное довольствие обесценивалось инфляцией, армия зачастую переходила на оплату населению расписками, а то и просто грабила. Поэтому население и не поддержало армию в трудный период.
С другой стороны, население зачастую не платило налоги, установленные Особым совещанием, поэтому недобор налогов был в значительной мере компенсирован самоснабжением войск за счет захвата трофеев, грабежа жителей и т. д. В ходе массового самоснабжения войск происходил своеобразный добор налогов в натуральной форме.

## Причины поражения

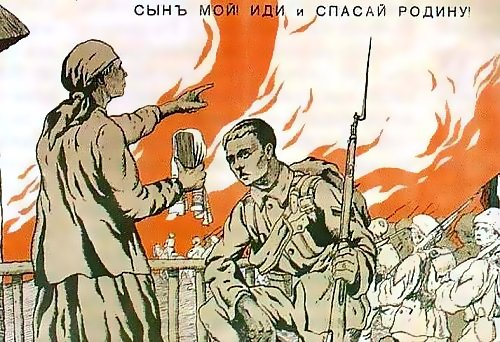
«Белый» плакат 1919 года

Армия не смогла выдвинуть политической идеи, понятной большинству населения. Провозглашалась борьба с большевиками, по окончании которой Учредительное собрание выберет подходящую для России форму правления. Этого оказалось мало. Офицеры до революции были вне политики, поэтому после 1917 года они были просто не в состоянии правильно оценивать политическую борьбу и организовать идеологическое сопровождение добровольческих частей, пропагандистскую борьбу с Советской властью. К примеру, руководителем ОСВАГа, в задачи которого входила пропаганда политики Добровольческой армии, был назначен ученый-биолог С. Чахотин, не способный вести идеологическую борьбу.
На территории подконтрольной Добровольческой армии не возникло самостоятельного гражданского управления. Гражданская власть с августа 1918 года называлась Особым совещанием при главнокомандующем, совещательным органом, а потом и распорядительным, и возглавлялась опять генералами. Доверять власть гражданским они хотели. А у самих добровольцев, по мнению Шульгина, не нашлось в нужном количестве преданных и способных руководителей для организации власти. На освобождаемых территориях вместо наведения порядка зачастую наблюдался кризис управления, а некоторые даже называли его военной анархией. Назначения военных губернаторов, которые руководили гражданской властью — полковника Глазенапа в Ставропольской губернии и генерала Кутепова в Черноморской — оказались неудачными. Отсутствие юридических знаний и административного опыта заставляли их действовать не по закону, а по собственному разумению. Безграмотные распоряжения и произвол вызывали у населения недовольство. В итоге население перестало поддерживать Добровольческую армию. В период отступления попытки реорганизовать Правительство были бесплодны. Это создавало срывы поставок как населению, так и армии. Гражданское управление оказалось полностью подмято военными. На территории, контролируемой Добровольческой армией, гражданская власть в итоге оказалась неэффективной и это вызывало недовольство у населения.
Историк Ганин приводит слова генерала Драгомирова, что причинами поражения добровольцев стали слабый офицерский состав и отсутствие регулярных войск.
Мало оказалось красиво погибать в атаках. Отсутствие идеи общенационального масштаба оттолкнула от неё народ. Это понимали и сами добровольцы, но проигрывая информационную войну они не смогли исправить положения, хотя и понимали причину. Полковник Энгельгард, начальник отдела пропаганды Особого совещания при ВСЮР отмечал в рапорте Деникину, что лозунг «Единая и Неделимая Россия», вдохновивший молодежь в 1918 году, оказался пустым для большинства населения.
На поражение Добровольческой армии оказали влияние и национальные противоречия добровольцев с их лозунгом «За единую и неделимую Россию» с национальными течениями на Украине, Северном Кавказе и Закавказье, приведшие к боевым действиям.

Памятник Примирения и Согласия, г. Новочеркасск

Современные историки среди причин поражения Добровольческой армии называют отказ от наделения крестьян землёй, наличие противоречий с Доном и Кубанью, отсутствие единого плана действий всех Белых правительств, пустую надежду на помощь союзников. Отмечается малочисленность Добровольческой армии для решения задач, которые она перед собой ставила, а также серьёзные ошибки, допущенные в ходе военного строительства: отсутствие единой системы воинской повинности на подконтрольных территориях; распыление сил по многочисленным воинским формированиям и др.
В этой связи представляются сомнительными утверждения, что основными причинами поражения Добровольческой армии явились оперативно-стратегические просчёты командования.

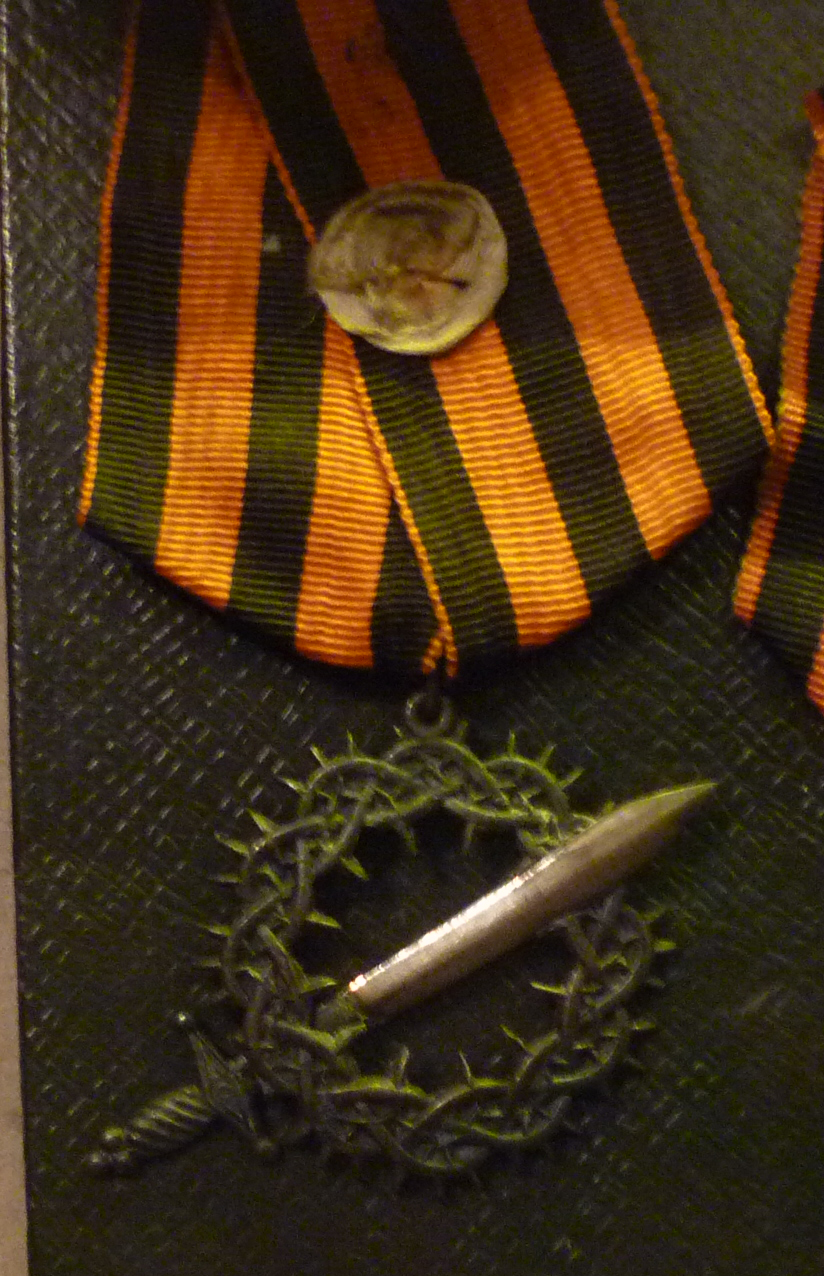
«Знак отличия Первого Кубанского похода»

11 мая 1920 года приказом № 3049 Врангель переименовал Добровольческий корпус генерала А. П. Кутепова в 1-й армейский. Как вспоминали добровольцы, они с грустью приняли новость, что «Добровольческий корпус» отныне «1-й армейский корпус», закончилась их славная эпоха русского добровольчества, героической борьбы, выдающихся побед и тяжелых поражений.
Генерал Деникин отмечал, что «Если бы в этот трагический момент нашей истории не нашлось среди русского народа людей, готовых восстать против безумия и преступления большевицкой власти и принести свою кровь и жизнь за разрушаемую родину, — это был бы не народ, а навоз для удобрения беспредельных полей старого континента, обреченных на колонизацию пришельцев с Запада и Востока. К счастью, мы принадлежим к великому русскому народу».